# Ophryacus sphenophrys
La víbora de cuernos anchos (Ophryacus sphenophrys) es una especie de reptil perteneciente a la familia Viperidae. 

## Descripción
Posee un cuerno supraocular más ancho que alto y en contacto con la preocular superior; la cola es más del 17% de la longitud total en machos; preocular superior 1,5 veces más larga que alta; 10-12 intersupraoculares (sin contar los cuernos) y solamente 4 intercantales anteriores.

## Distribución
O. sphenophrys ha sido colectada solamente en la localidad tipo y otra localidad en el mismo municipio, entre La Soledad y Buenavista Loxicha. Ambas localidades yacen en moderadas elevaciones en las extremadamente húmedas pendientes de barlovento de la Sierra Madre del Sur del sur-centro de Oaxaca. Se ha indicado que la elevación de la Soledad era cerca de 1,829 m s. n. m., pero la elevación es en realidad de 1,460 m s. n. m. La segunda localidad yace a 1,340 m s. n. m., así que el rango altitudinal para esta especie es de 1,340-1,460 m s. n. m.